# Alte Burg (Koblenz)
Die Alte Burg ist eine ehemalige kurfürstliche Burg in Koblenz aus dem 13. Jahrhundert. Als Niederungsburg steht sie in der Ortslage der Altstadt von Koblenz am Ufer der Mosel neben der Balduinbrücke. Erhalten geblieben ist nur noch das Burghaus, das heute das Stadtarchiv beherbergt.

## Geschichte
An der Stelle der heutigen Alten Burg errichtete die Familie von der Arken aus den Resten eines römischen Rundturms um 1185 einen romanischen Wohnbau. Die Koblenzer Stadtmauer, die zu jener Zeit noch der spätrömischen Kastellmauer entsprach, wurde um 1250 erweitert. Die erste Erwähnung eines Koblenzer Stadtrats 1276 ging einher mit Bestrebungen der Bürger nach mehr Unabhängigkeit. Erzbischof Heinrich II. von Finstingen ließ ab 1277 aus dem Wohnbau die Alte Burg als eine Art Zwingburg gegen diese Unabhängigkeitsbestrebungen anlegen. Die Burg wurde teilweise auf den Resten der spätrömischen Stadtmauer aus dem 4. Jahrhundert errichtet. Die Bürger verhinderten ab 1281 den Weiterbau von Stadtmauer und Burg. Heinrich II. von Finstingen war somit gezwungen, die Stadt zu unterwerfen und holte 1283 zu einem bewaffneten Gegenschlag aus. Erzbischof Diether von Nassau unterwarf die Stadt endgültig 1304 nach heftigen Kämpfen, und Koblenz musste zukünftig auf die Bildung eines Stadtrats verzichten. Vollendet wurde der Bau der Alten Burg im Jahr 1307.
Direkt neben der Burg wurde 1342 unter Erzbischof Balduin von Luxemburg mit dem Bau der Balduinbrücke über die Mosel begonnen. Erzbischof Otto von Ziegenhain schloss mit dem Bau des westlichen Rundturms und dem Brückentor zur Balduinbrücke die Burg in die starken neuen Befestigungsanlagen der Stadt ein. Im Laufe der Jahrhunderte wurde die Burg mehrfach umgebaut und erweitert, vor allem unter den Erzbischöfen Balduin von Luxemburg, Otto von Ziegenhain und Richard von Greiffenklau zu Vollrads. Auch die späteren Trierer Kurfürsten nutzten die Burg noch gelegentlich, seit dem frühen 18. Jahrhundert war sie jedoch vermietet. Ab 1779 wurden die Verteidigungsanlagen der Burg schrittweise demontiert. Letzter Bewohner in kurfürstlicher Zeit war Freiherr Hugo von Kesselstatt.
Unter französischer Herrschaft ging die Burg in Staatseigentum über und wurde an Privatleute veräußert. 1806 zog die Blechwarenfabrik Fink & Co. – später Schaaffhausen & Dietz – in das Gebäude ein; für den Fabrikbetrieb wurde auf der Stadtseite ein Anbau errichtet. 1897 schloss die Fabrik und die Burg wurde an die Stadt Koblenz verkauft. Zwischen 1898 und 1900 wurden unter der Leitung des Koblenzer Stadtbaumeisters Mäckler umfangreiche Renovierungsarbeiten durchgeführt. Dabei entfernte man den Anbau aus der Zeit der Fabriknutzung und rekonstruierte die Laternen auf den Turmdächern. Von 1899 bis 1923 war sie Sitz der Stadtsparkasse Koblenz, später des städtischen Wohlfahrtsamtes. Von 1923 bis zum Umzug in die Kaiser-Friedrich-Straße 11 (heute Südallee) Ende der 1920er Jahre hatte die Debeka Büroräume in der Burg. Ab 1938 nutzte die Gebietsführung der Hitlerjugend die Burg. Im Zweiten Weltkrieg erlitt sie nur geringfügige Schäden und wurde in den Jahren 1960 bis 1962 vollständig renoviert. Dabei entfernte man die im zweiten Obergeschoss bis dahin noch erhaltenen barocken Stuckdecken.
Nach dem Umbau wurde die Alte Burg von der Stadtbibliothek genutzt, seit 1980 ist auch das Stadtarchiv Koblenz darin untergebracht. Nach Fertigstellung des Forums Confluentes 2013 zog die Stadtbibliothek in das neue Kulturgebäude auf dem Zentralplatz, seitdem ist das Stadtarchiv alleiniger Nutzer der Burg.
Anfang 2019 wurden in der Öffentlichkeit Überlegungen zur Zukunft des Gebäudes angestellt: Da die Burg stark sanierungsbedürftig ist und die Einrichtung des Stadtarchivs nicht mehr heutigen Erfordernissen entspricht, käme eine Verlegung des Archivs in einen Neubau in Frage. Auch wurde gefordert, das historisch bedeutende und stadtbildprägende Gebäude nicht einfach an einen privaten Investor zu veräußern, da der künftige Umgang mit dem Baudenkmal dann nur noch bedingt öffentlich kontrolliert werden könne, wie verschiedene Negativbeispiele zeigten.

## Bau
Die Alte Burg enthält durch die immerwährenden Umbauten Elemente der Spätgotik, der Renaissance und des Barock. Das Burghaus mit seinen drei Geschossen ist ein mächtiger Bau mit schwerem Walmdach und zwei hohen Türmen auf der Moselseite. Es steht an einer zur Mosel steil abfallenden Geländekante, die sich durch den Kulturschutt seit der Römerzeit erheblich erhöht hat. Der barocke Dachstuhl aus dem 17. Jahrhundert ist original erhalten. Auf der Stadtseite gliedert sich ein sechseckiger Treppenturm an. Der untere Teil der Moselfront ruht wie auch der östliche Turm teilweise noch auf römischen Fundamenten. Der schmalere Westturm wurde mit dem ehemaligen benachbarten Brückentor der Balduinbrücke erbaut und stand ursprünglich frei. Die beiden Türme sind mit original welschen Hauben gedeckt. Dach und Hauben stammen von dem Hofbaumeister Johann Christoph Sebastiani, der auch für den Umbau der Burg von 1680 bis 1682 verantwortlich war.
Die östliche Hälfte der Stadtseite repräsentiert mit ihren gepaarten Rechteckfenstern, ihrer Tür und dem Kellereingang, den muschelgefüllten Giebelbekrönungen und dem Treppenturm mit abschließendem Maßwerkfries den Renaissancestil. Die Westhälfte der Stadtseite sowie der Moselfront stammen aus der Barockzeit. Ursprünglich war sie eine Wasserburg, an der Ost-, Süd- und Westseite bis ins 19. Jahrhundert umgeben von einem 15 bis 20 Meter breiten Wassergraben und einer Ringmauer.  Die Alte Burg ist der einzige mittelalterliche Bau in Koblenz, der alle kriegerischen Ereignisse überdauerte. Erhalten ist aber nur noch das eigentliche Burghaus. Der ehemalige Palas wurde Ende des 17. und im 18. Jahrhundert zu dem heute noch bestehenden Hauptgebäude umgebaut. Das Kellergeschoss ist im romanischen Stil erhalten. Im Inneren der Obergeschosse sind außer einer reichgestalteten Wendeltreppe in den Formen der Spätgotik und der Renaissance sowie einer einfachen barocken Treppe noch die Gewölbe der ehemaligen Kapelle im westlichen Eckturm erhalten. Alle übrigen älteren Teile der Innenausstattung gingen durch die verschiedenen Umbauten (zuletzt in den 1960er Jahren zur Unterbringung der Stadtbibliothek) verloren.
Die Alte Burg, die den Abschluss der östlichen Kernstadt bildet, ist entlang der Moselfront stadtbildprägend.

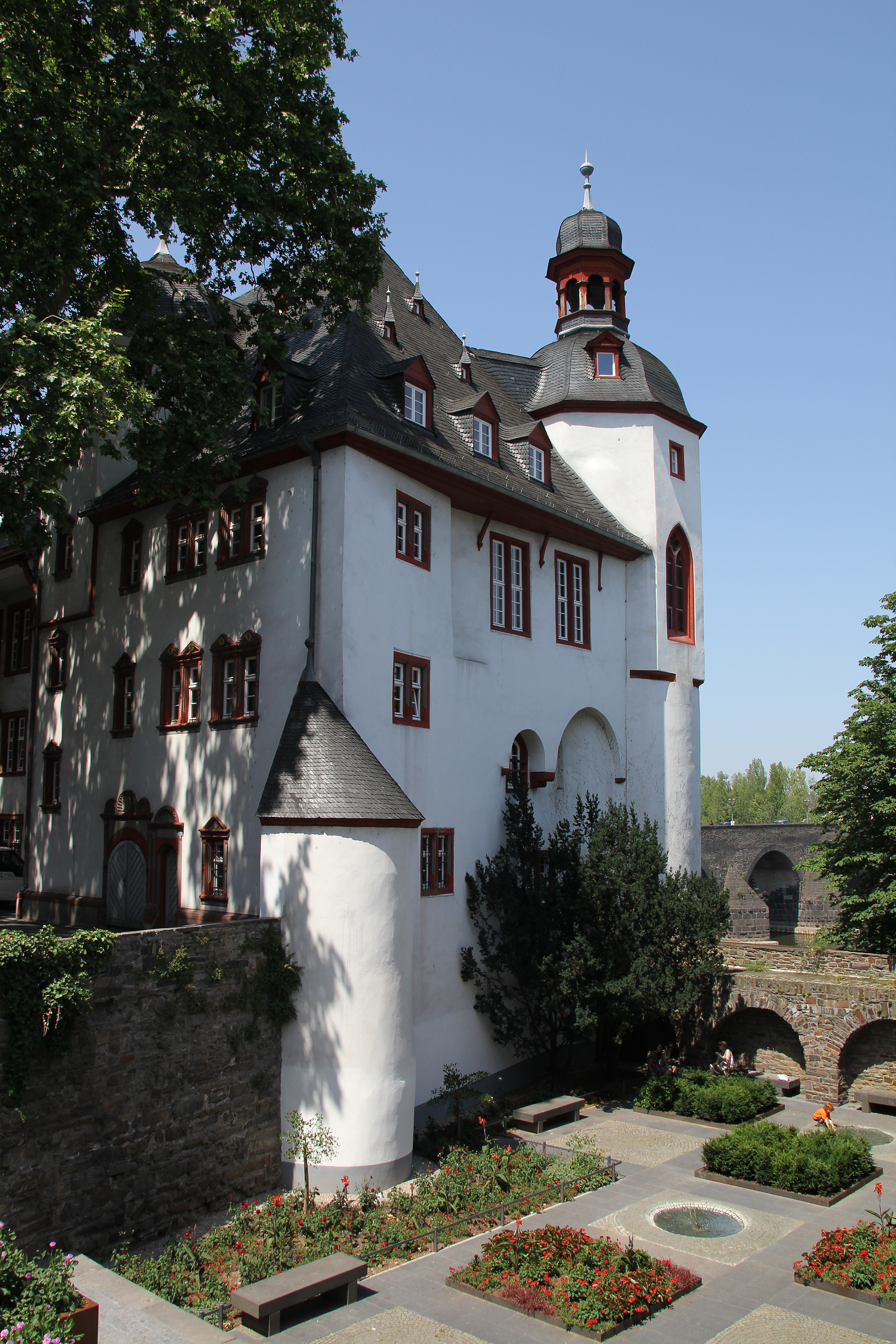
Ostansicht der Alten Burg
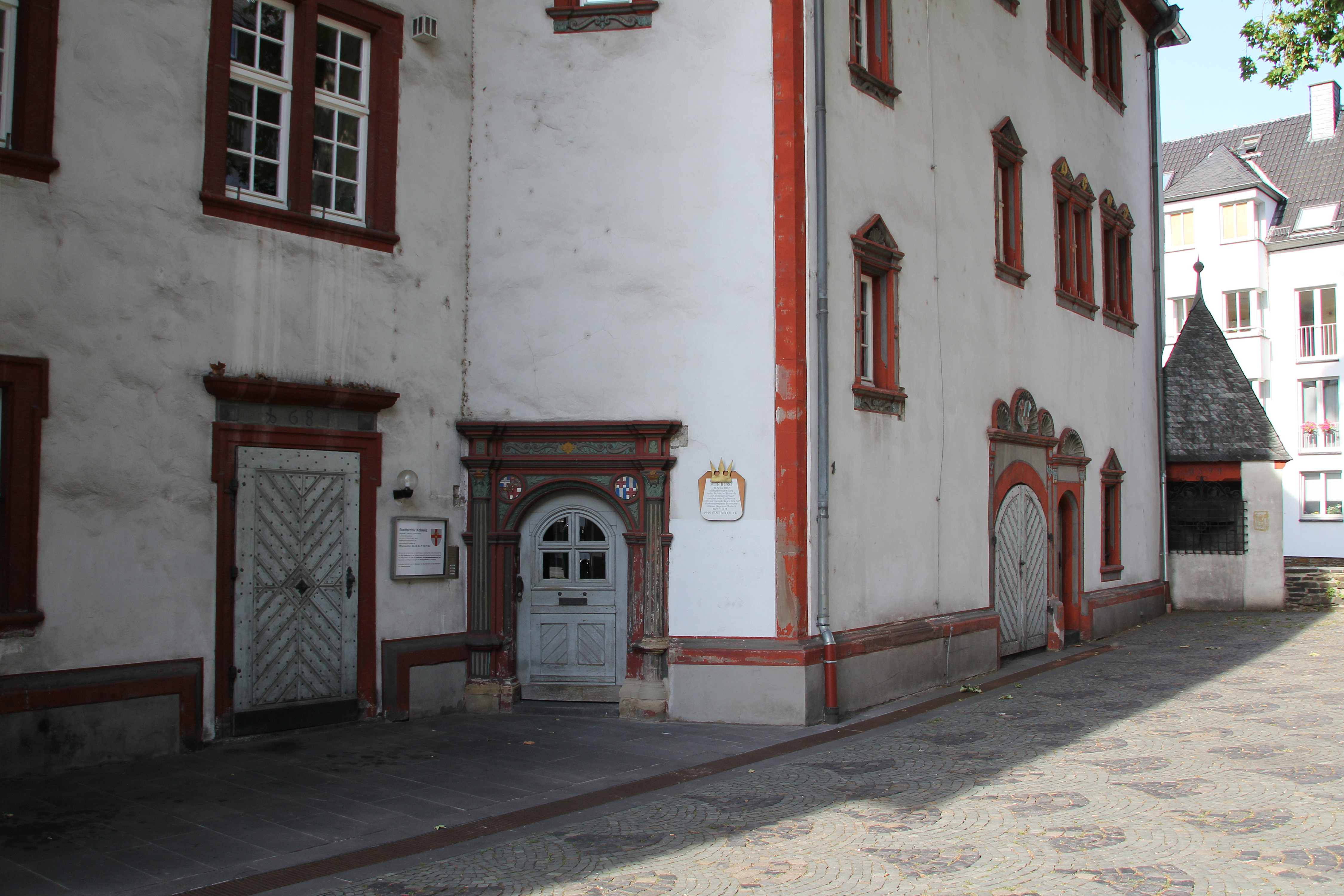
Haupteingang in Renaissance-Formen
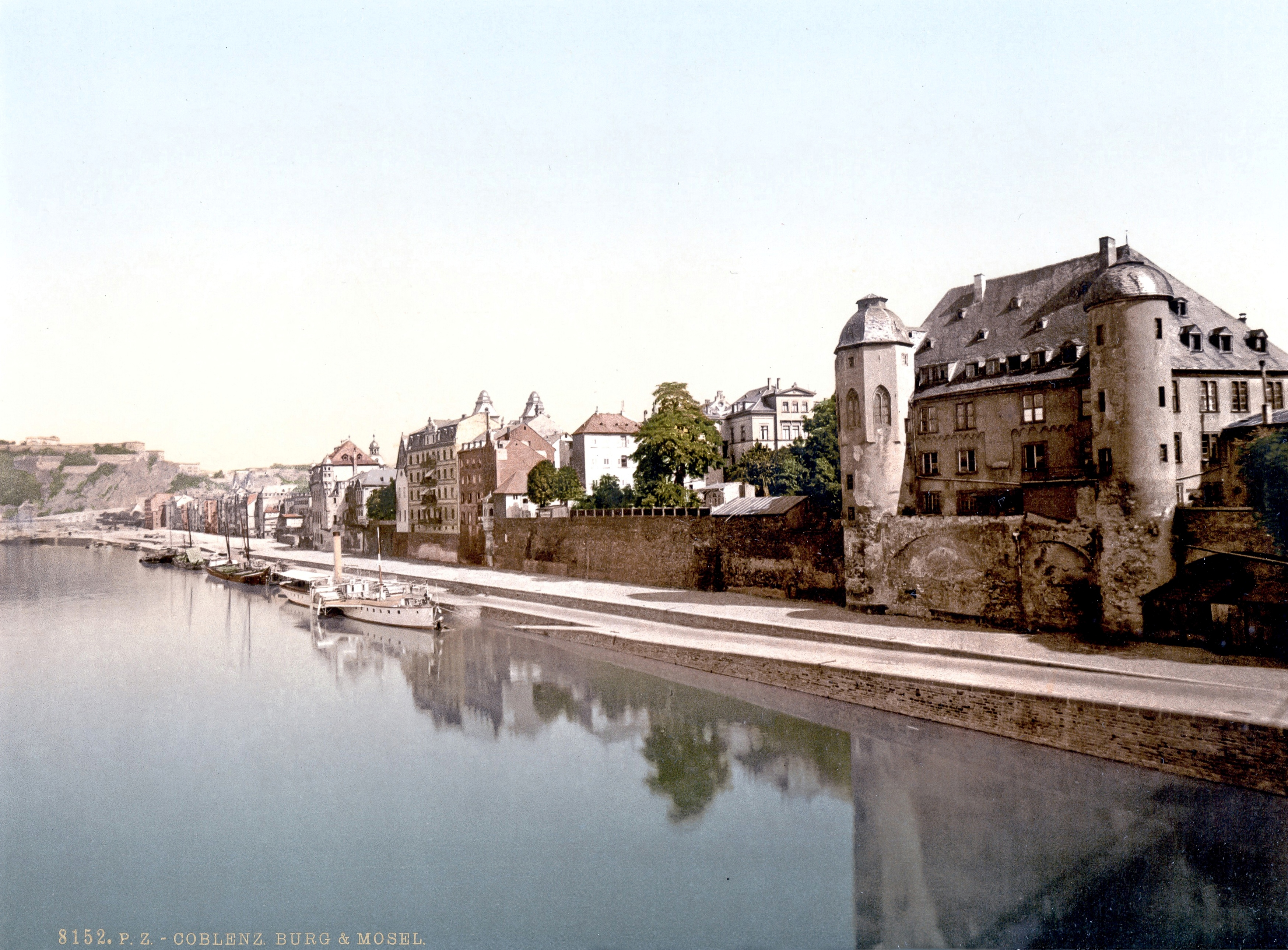
Die Alte Burg um 1890
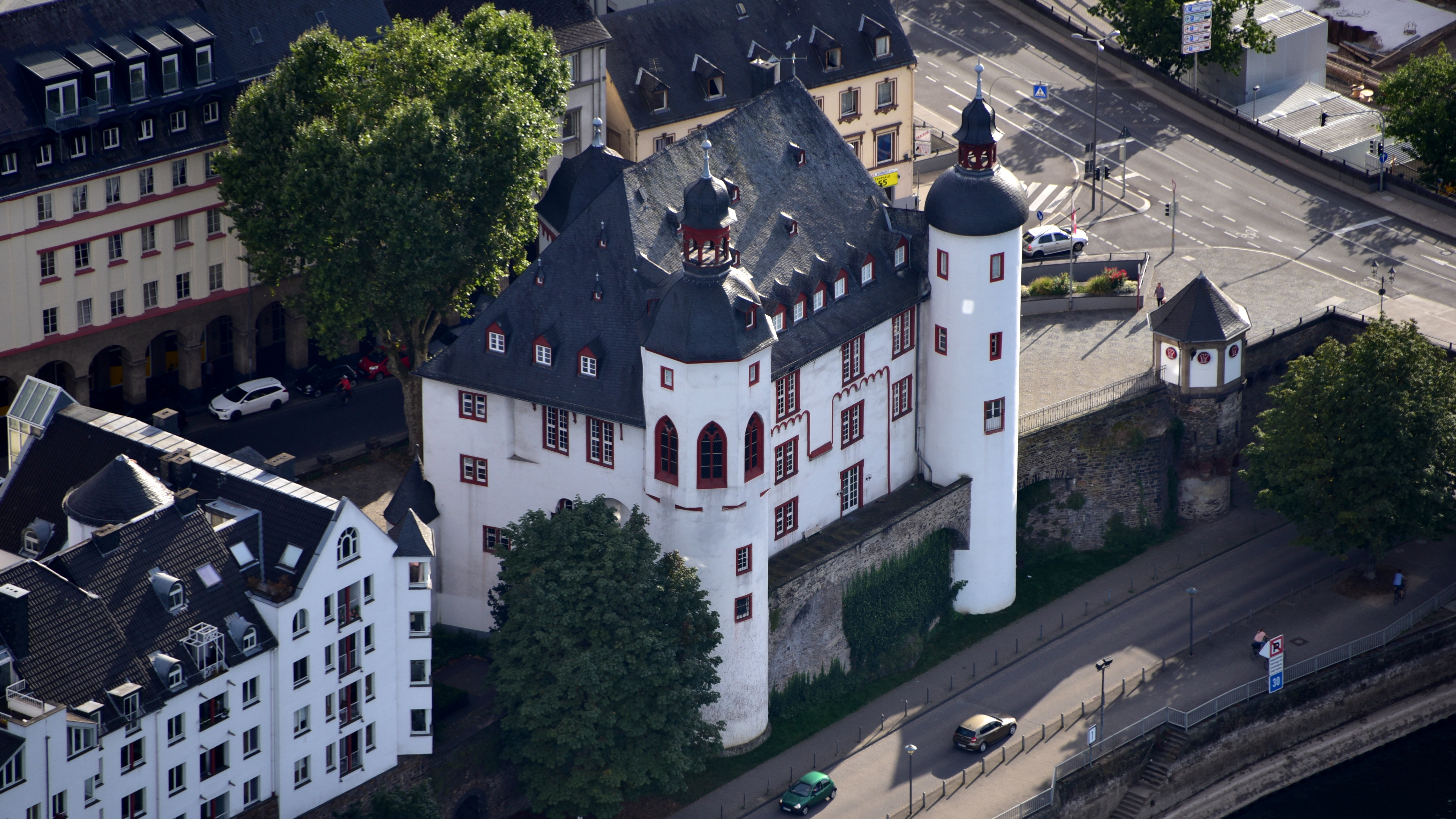
Luftaufnahme (2016)

## Denkmalschutz
Die Alte Burg ist ein geschütztes Kulturdenkmal nach dem Denkmalschutzgesetz (DSchG) und in der Denkmalliste des Landes Rheinland-Pfalz eingetragen. Sie liegt in Koblenz-Altstadt in der Denkmalzone Altstadt.
Seit 2002 ist die Alte Burg Teil des UNESCO-Welterbes Oberes Mittelrheintal. Des Weiteren ist sie ein geschütztes Kulturgut nach der Haager Konvention und mit dem blau-weißen Schutzzeichen gekennzeichnet.